# Nemoria monostigma
Nemoria monostigma là một loài bướm đêm trong họ Geometridae.